# Besullo (Allande)
Besullo (en eonaviego, Bisuyu) es una parroquia del concejo asturiano de Allande, en España.
Limita al norte con la parroquia de Villaverde, al este con Villar de Sapos, al oeste con Berducedo y San Martín y al sur con el concejo de Grandas de Salime.
En sus 14,14 km² habitaban un total de 109 personas (2011).

## Poblaciones
Según el nomenclátor de 2023, la parroquia comprende las poblaciones de:
- Comba (casería)
- Forniellas (Fornieḷḷas, aldea).
- Fuentes (Las Fontes, Las Fuentes, aldea).
- Iboyo (Iboyu, aldea).
- Noceda (lugar).